# Hétep-Hérès (fille de Snéfrou)
Hétep-Hérès est l'une des filles de Snéfrou, la fille de Hétep-Hérès Ire et la sœur de Khéops. Elle s'est mariée avec son demi-frère Ânkhkhâf. Elle avait les titres de « Fille aîné du roi de son corps », de « Celle qu'il aime » (sat nswt n khtf smst mrt.f) et « Prêtresse de Snéfrou » (hmt-nTr Snfrw).

## Famille
Hétep-Hérès est une fille du pharaon Snéfrou qu'il a eu avec Hétep-Hérès Ire. Elle possède le titre de « Fille aînée du roi de son corps ». 
Elle a épousé son demi-frère Ânkhkhâf. Ânkhkhâf et Hétep-Hérès ont eu une fille, qui est la mère de leur petit-fils Ânkhétef.

## Sépulture
Ânkhkhâf, le mari d'Hétep-Hérès, avait un grand mastaba numéroté G 7510 dans le cimetière Est de Gizeh. La décoration comprend la représentation d'un petit-fils, ce qui implique que le tombeau a été construit et décoré plus tard dans la vie d'Ânkhkhâf. Il n'y a pas de fosse funéraire pour Hétep-Hérès dans ce tombeau, et il se peut qu'elle soit morte avant l'achèvement du tombeau et ait été enterrée ailleurs,. 